# Blepharis ilicifolia
Blepharis ilicifolia là một loài thực vật có hoa trong họ Ô rô. Loài này được Napper mô tả khoa học đầu tiên năm 1970.